# زویی بل
زویی بل (به انگلیسی: Zoë Bell) (زاده ۱۷ نوامبر ۱۹۷۸) بدل‌کار و بازیگر نیوزیلندی است.

## گزیده فیلم‌شناسی
از فیلم‌های معروف او می‌توان از بازی مرگ، شلاق بزن، نابودی و سربازان حرفه‌ای نام برد.